# Aroga temporariella
Aroga temporariella is een vlinder uit de familie tastermotten (Gelechiidae). De wetenschappelijke naam is voor het eerst geldig gepubliceerd in 1960 door Sattler.
De soort komt voor in Europa.